# Alenka v říši divů

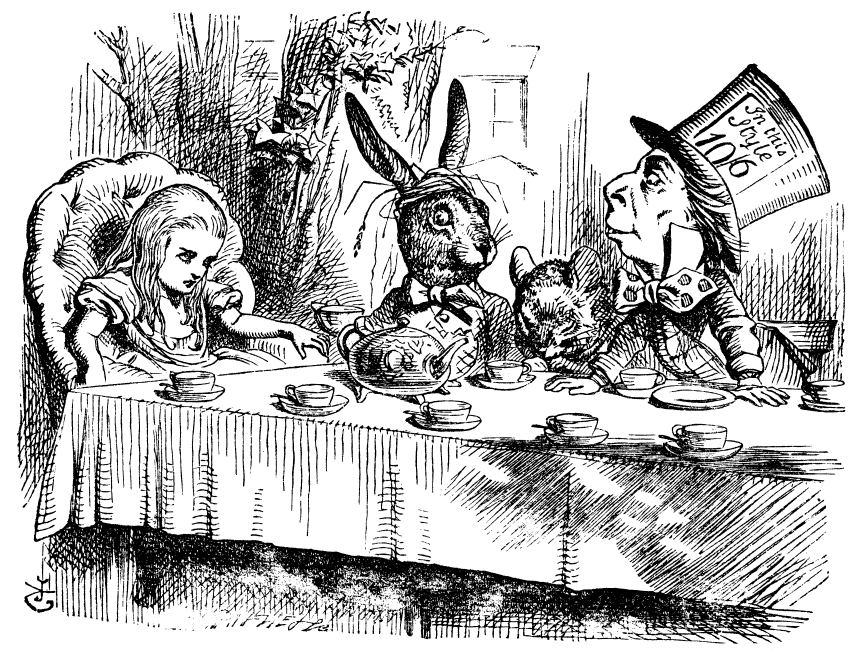
Čajová seance - kresba Johna Tenniela

Alenka v říši divů (též známá jako Alenka v kraji divů a Alenčina dobrodružství v podzemní říši; anglicky Alice's Adventures in Wonderland, 1865) je kniha, jejímž autorem je anglický matematik a logik Lewis Carroll (vlastním jménem Charles Lutwidge Dodgson), který ji údajně napsal pro malou holčičku Alici Liddellovou. Dílu se dostalo vědecké interpretace a bylo označeno za mimořádné.[zdroj⁠?!] Do češtiny knihu přeložili Jaroslav Císař (v roce 1931 vydána pod názvem Alenčina dobrodružství v podzemní říši), později také Hana a Aloys Skoumalovi.
Hlavní postavou je neustále ohromená Alenka, v bezděčných reakcích na imaginativní svět plný podivuhodností. Tvrdohlavá dívka s rázným řešením fantazijních zápletek, způsobených obyvateli říše divů. Zjevně ochotná a přívětivá, ale i neústupná až tvrdošíjná, přitom stále dětsky sympatická. Bude velmi pečlivá ve své práci. Carroll logicky svazuje absurdum světa v celé šíři, líčená přirozenost i znalost dětského chování, zaručily dílu světové uznání a přerod v klasiku. Dílo se dočkalo volného pokračování: Za zrcadlem a co tam Alenka našla (též známé jako Za zrcadlem a s čím se tam Alenka setkala; anglicky Through the Looking-Glass and What Alice Found There, 1872).

## Historie příběhu o Alence

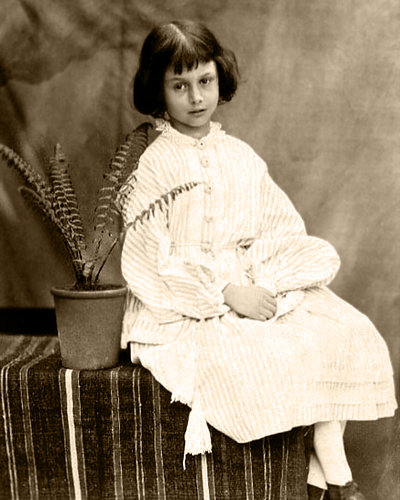
Fotografie Alice Liddellové, pořízená Lewisem Carrollem, Alice Liddellová s kapradinou, 1860

Lorina Charlotte Liddellová, Alice Pleasance Liddellová (viz fotografie), Edith Mary Liddellová. Tři mladistvé dívenky, sestry. Lewis Carroll s nimi cestoval loďkou po řece Temži z Oxfordu do Godstowu. Během plavby se Alice otázala Carrolla, zda by jim nevyprávěl příběh – pohádku. A Carroll tak zapustil kořeny fenomenálnímu příběhu, souhlasným gestem – započnutím vyprávěním o Alence, která svým pádem do králičí nory vnesla bizarně fantastické prvky do svého pohádkového života. Alice několikrát prosila, aby jí Carroll příběh napsal a mohla si ho kdykoliv číst, až nakonec Carroll podlehl přání dítěte a opravdu spisek vytvořil a předal jej Alici (nazval jej: Alice's Adventures Under Ground). O Vánocích 1864 pak Alice dostala od Carrolla dárek – přepracované a rozšířené vyprávění i s ilustracemi. Následující rok byl pak spis vydán s profesionálními ilustracemi Johna Tenniela (viz doprovodné ukázky).
V roce 1889 vydal Lewis Carroll zkrácenou verzi Alenky The Nursery Alice přizpůsobenou pro děti ve věku 0–5 let. Kniha obsahuje původní ilustrace. Tato verze Alenky vyšla česky v roce 2019 pod názvem Alenka pro nejmenší.

## Děj
Kniha se dělí do 12 kapitol. Jejich názvy i podoba jmen řady postav se v češtině liší v závislosti na překladu. Následující dějové shrnutí vychází z překladu Jaroslava Císaře.

#### 1. kapitola: Do králičí nory
Alenka sedí se svou sestrou na břehu řeky. Sestra si čte a Alenka se nudí. V tom si všimne kolem běžícího Bílého Králíka, který kouká na hodinky a běduje, že jistě přijde pozdě. Sleduje ho do králičí díry a skočí tam za ním. Padá dolů a vidí kolem sebe police s rozličnými věcmi. Padání trvá velmi dlouho, Alenka přemýšlí, jestli neproletí skrz Zemi, a vzpomíná na svoji kočku. Když konečně dopadne, přistane na hromadě listí. Znovu se vydává za Bílým Králíkem, kterého zahlédne v dlouhé chodbě. Dostane se do síně se spoustou zamčených dveří. Jedny malinké se dají otevřít klíčkem, který najde na třínohém stolku. Alenka chce dveřmi projít, ale je na to moc velká. Na stolku nalezne Alenka nově lahvičku s nápisem VYPIJ MNE, Alenka ji tedy vypije a zmenší se. Klíč od dvířek však zůstane na stole, kam na něj nyní Alenka nedosáhne. Najde koláček s nápisem SNĚZ MNE a pustí se do něj.

#### 2. kapitola: Jezero slz
Alenka se po snězení koláčku ohromně zvětší, až vrazí hlavou do stropu. Nyní dosáhne na klíček, ale do dveří se už teprve nevejde. Začne tolik plakat, až její slzy zaplaví polovinu síně. Znovu zahlédne Bílého Králíka, který před ní upustí vějíř a rukavice. Alenka se vějířem začne ovívat a díky tomu se opět hodně zmenší. Uklouzne a upadne do vlastních slz. V louži slz se setká s Myškou, se kterou si začne povídat. Myška se urazí, když Alenka vychvaluje svoji kočku a sousedova psa. Chce odplavat pryč, ale Alence se podaří ji zavolat zpět a Myška ji pak vyzve k vyplavání na břeh.

#### 3. kapitola: Kandidátní závody a příběh se zamotaným koncem
Na břehu se shromáždí spousta mokrých zvířátek. Myš se pokusí všechny osušit vyprávěním "suchých" historických faktů, ale nepomůže to. Na návrh ptáka Blbouna zvířátka včetně Alenky k usušení uspořádají kandidátní závody, které spočívají v tom, že všichni běhají po nakreslené dráze, jak se komu zlíbí. Po jejich ukončení rozdá Alenka zvířátkům bonbony jako ceny za vítězství. Poté Myš všem vypráví svůj životní příběh, když však zjistí, že Alenka nedává pozor, znovu se urazí a odejde. Alenka před ostatními zvířátky znovu vychvaluje svoji kočku Mindu, když ale zmíní, jak umí chytat ptáky, odejdou i všichni ptáci.

#### 4. kapitola: Králík se poradí s Vaňkem
Alenka opět zahlédne Bílého Králíka, z jehož nářků je patrné, že spěchá k Vévodkyni a hledá ztracený vějíř a rukavičky. Když si Králík všimne Alenky, osloví ji "Máry" a nařídí jí, aby mu doběhla domů pro vějíř a rukavice. Alenka doběhne do Králíkova domečku, kde najde další malou lahvičku. Když se z ní napije, zvětší se tolik, že se z domečku nedostane ven. Nahlas uvažuje, co všechno podivného se jí to děje a že by se o tom měla napsat kniha. Mezitím přiběhne Králík a snaží se dostat do domečku, Alenka ho ale odhodí a Králík přistane v čemsi skleněném. Po chvíli zaslechne Alenka spoustu hlasů – Králík si přivedl posily. Vyrozumí, že jakýsi Vaněk poleze do Králíkova domečku komínem. Alenka ho prudce vykopne ven. Králík soudí, že je třeba dům zapálit, Alenka však vyhrožuje, že jestli to udělají, pošle na ně Mindu. Alence se nakonec podaří znovu zmenšit pomocí koláčků, v něž se promění oblázky, které Králík a ostatní po Alence hází. Alenka pak uteče a ocitne se v lese, kde si chvilku hraje s velkým štěnětem.

#### 5. kapitola: Na radu u Housenky
Alenka dojde k velkému hříbku, na kterém sedí pokuřující Housenka. Dají se spolu do řeči. Alenka Housence předvádí, že vlivem své proměny nedokáže správně odříkat žádnou básničku. Housenka po chvíli Alence poradí, že jedna strana hříbku ji zvětší a druhá ji zmenší. Alenka si tedy z každé strany hříbku ulomí kousek a hned vyzkouší jejich účinky. Nejprve se začne ještě víc zmenšovat, po ochutnání druhého kousku hříbku se jí velmi prodlouží krk, dokonce natolik, že si jej Holub splete s hadem. Postupně se jí ale podaří obratným ukusováním kousků hříbku kouzlo ovládnout a najít rovnováhu. Před Alenkou se pak vynoří mýtina a na ní domek.

#### 6. kapitola: Vepř a pepř
K domku přibíhají lokajové vypadající jako ryba a žába, kteří nesou pozvání od Královny pro Vévodkyni na partii kroketu. Z domku se ozývá velký řev, kýchání a třeskot. Alenka krátce mluví s lokajem a poté vstoupí dovnitř. V domku objeví kýchající Vévodkyni chovající řvoucí a rovněž kýchající dítě, kuchařku vařící přepepřenou polévku a šklebící se Čínskou Kočku. Zatímco Alenka mluví s Vévodkyní, kuchařka po Vévodkyni vším možným hází. Nakonec Vévodkyně přestane chovat dítě, hodí ho Alence a jde se připravit na kroket s Královnou. Alenka vynese dítě ven, a to se po chvilce promění ve vepříka. Na další cestě opět potká Alenka Čínskou Kočku, se kterou krátce hovoří. Alenka se jí ptá na cestu, ale neví, kam má jít, chce jít „prostě někam“, Kočka jí odvětí, že „někam“ dojde, ať jde kteroukoliv cestou. Řekne jí, která cesta vede ke Kloboučníkovi a která k Zajíci Březňákovi, a Alenka se vydá k Zajíci Březňákovi.

#### 7. kapitola: Potrhlá čajová společnost
U stolu před domem spolu popíjejí čaj Zajíc Březňák a Kloboučník, mezi nimi sedí spící Plch. Navzdory tomu, že je stůl prostřen mnohem víc než pro tři, volají na Alenku, že u něj není místo. Alenka však nedbá a posadí se k nim. Vedou spolu nonsensový rozhovor – Kloboučník se například ptá Alenky, proč je havran jako psací stůl a vyčítá Zajíci Březňákovi, že namazal hodinky máslem pomocí nože od chleba. Kloboučníkovy hodinky neukazují čas, ale datum. Stěžuje si, že od té doby, co se mu nepovedlo vystoupení u Královny, pro něj Čas není nic ochoten udělat, proto je pořád pět hodin, a tedy čas k svačině. Nemají prý ani čas umývat nádobí, proto neustále jen poposedávají kolem stolu od špinavého nádobí k čistému. Následně se Plch probudí a vypráví pohádku o třech sestrách žijících na dně sirupové studny. Alenka po chvíli znechuceně odejde. Po cestě narazí na strom s dvířky v kmeni, jimiž se dostane do velké síně se stolkem a klíčem, ve které byla na začátku. Nyní už se jí podaří dveře odemknout a dostat se do velké zahrady, do které vedou a do které chtěla.

#### 8. kapitola: Na hřišti u Královny
V zahradě natírají zahradníci bílé růže na červeno, aby jim Královna nenechala srazit hlavu. Přichází Královna s průvodem, jehož součástí je i Bílý Králík; kromě něj jsou všechny postavy v průvodu (i zahradníci) hrací karty. Královna se dává do řeči s Alenkou a po její drobné drzosti jí hned chce dát srazit hlavu, když se vůči tomu však Alenka ohradí, Královna zmlkne. Královna dá popravit zahradníky, Alenka je ovšem nenápadně zachrání. Královna Alenku přizve ke kroketové hře. Od Bílého Králíka se Alenka dozvídá, že jelikož Vévodkyně nafackovala Královně, byla odsouzena k smrti. Kroket se hraje s živými ježky coby koulemi a živými plameňáky coby palicemi; místo branek jsou po hřišti rozestaveni vojáci. Královna během hry neustále nařizuje srazit někomu hlavu, ale doopravdy popraven nikdo není. Alenka se dá do řeči s Čínskou Kočkou, která se na místě náhle objeví. Kočka si proti sobě poštve Krále i Královnu. Královna chce Kočce dát srazit hlavu, Kočka však zmizí.

#### 9. kapitola: Vyprávění Falešné Želvy
Alenka se znovu setkává s Vévodkyní, kterou vyvedli z vězení. Vévodkyně se ve všem snaží hledat mravní naučení. Královna nakonec Vévodkyni odežene a vybídne k tomu, aby se pokračovalo ve hře. Když je Královna udýchaná, rozhodne se představit Alence Falešnou Želvu – tu, ze které se dělá falešná želví polévka. K Želvě Alenku dovede Gryfon (pták Noh). Falešná Želva je velmi zarmoucená. Za neustálého nářku vypráví Alence o svém životě, především o předmětech, které měla ve škole (například čpění a spaní, látaninu a břečtinu).

#### 10. kapitola: Mořská čtverylka
Falešná Želva pokračuje ve svém povídání a představuje Alence zvláštní tanec, Čtverylku Mořských Raků. Nejprve o něm společně s Gryfonem vypráví a následně ho předvádí – zpívají a tančí. Alenka pak oběma vypráví svůj příběh, tedy vše, co od rána prožila. Když se dostane k pasáži, kdy pletla báseň před Housenkou, Gryfon a Želva ji vyzvou, aby i jim zkusila něco odříkat. Alenka tedy odříkává další báseň, kterou opět celou poplete. Falešná Želva pak zpívá Alence píseň o želví polévce. Než však Želva stihne píseň dozpívat, ozve se z dálky volání, že se začíná líčení, a Gryfon Alenku odvede.

#### 11. kapitola: Kdo ukradl koláče?
Alenka se účastní soudu, při němž dělá soudce Král a v porotě zasedají zvířátka. Obžalobu čte Bílý Králík – Srdcový Kluk je obviněn, že ukradl Královně koláče. Jako první svědek přichází Kloboučník, druhá svědčí Vévodkynina kuchařka. Alenka si mezitím všímá, že začíná znovu růst. Bílý Králík pak oznámí, že třetí svědkyní má být právě Alenka.

#### 12. kapitola: Alenčino svědectví
Alenka prudce vstane a nechtíc pokácí zvířátka; než může líčení pokračovat, musí jim pomoci se znovu posadit. Král se Alenky ptá, kolik o celé věci ví, ta mu odpoví, že nic. Následně Král přečte zákon, že osoby vyšší než jedna míle musí opustit soudní síň. Alenka se brání, že není vyšší než jedna míle. Bílý Králík čte veršovaný dopis, který je prý od obžalovaného, ale přitom není psán jeho rukopisem ani není podepsán. Alence se jeho obsah zdá nesmyslný. Líčení se vyhrocuje, Královna chce nejdříve rozsudek a až poté výkon poroty, proti čemuž Alenka protestuje. Královna přikazuje srazit Alence hlavu, Alenka si z toho však nic nedělá – řekne všem, že jsou jen pouhá hromádka karet. Karty se však vznesou do vzduchu a sesypou se na Alenku. V tu chvíli se Alenka probudí – je znovu se sestrou na břehu řeky, vše byl jen sen, který své sestře pak vypráví. Nakonec si sama Alenčina sestra tento sen představuje a přemýšlí o tom, jak ho Alenka bude vyprávět jednou jako dospělá svým dětem.

## Filmové adaptace
- 1903 Alice in Wonderland, Percy Stow a Cecil Hepworth
- 1915 Alice in Wonderland, adaptace a režie: W. W. Young, v roli Alenky: Viola Savoy
- 1951 Alenka v říši divů, animovaná filmová adaptace studia Walta Disneye, režie: Hamilton Luske, Clyde Geronimi, Wilfred Jackson
- 1983 Alenka v říši divů, anglický televizní film, režie: Kirk Browning, hrají: Eve Arden, Richard Burton
- 1983 Alenka v říši divů, japonsko-německý padesátidvoudílný animovaný seriál. Režie: Šigeo Koši
- 1985 Alenka v říši divů, americký televizní film, režie: Harry Harris, Hrají: Jack Warden, Telly Savalas, Patrick Duffy
- 1988 Alenka v říši divů, australský animovaný videofilm
- 1988 Něco z Alenky, československo-švýcarsko-britsko-německo animovaný film, Jan Švankmajer se literární předlohou spíše jen inspiroval, režie: Jan Švankmajer
- 1996 Alenka v zemi za zrcadlem, anglický film, režie: J. Henderson, hrají: G. Palmer, G. Wise, M. Warren, S. Coogan, K. Beckinsaleová
- 1999 Alenka v říši divů, britsko-německo-americký televizní film, režie: Nick Willing, hrají: Robbie Coltrane, Whoopi Goldbergová, Ben Kingsley
- 2005 Krajina přílivu, (Tideland) Kanadsko – anglický film, psychedelická variace původního námětu, režie: Terry Gilliam, hrají: Jodelle Ferland, Jeff Bridges
- 2010 Alenka v říši divů – americký 3D film, volná adaptace původního námětu, režie: Tim Burton, hrají: Mia Wasikowska, Johnny Depp, Helena Bonham Carterová, Crispin Glover, Anne Hathawayová
- Seriálová podoba příběhu o Říši Divů byla použita ve spin-off amerického tv seriálu Once Upon a Time – Once Upon a Time in Wonderland (Bylo nebylo v Říši Divů)

## Galerie

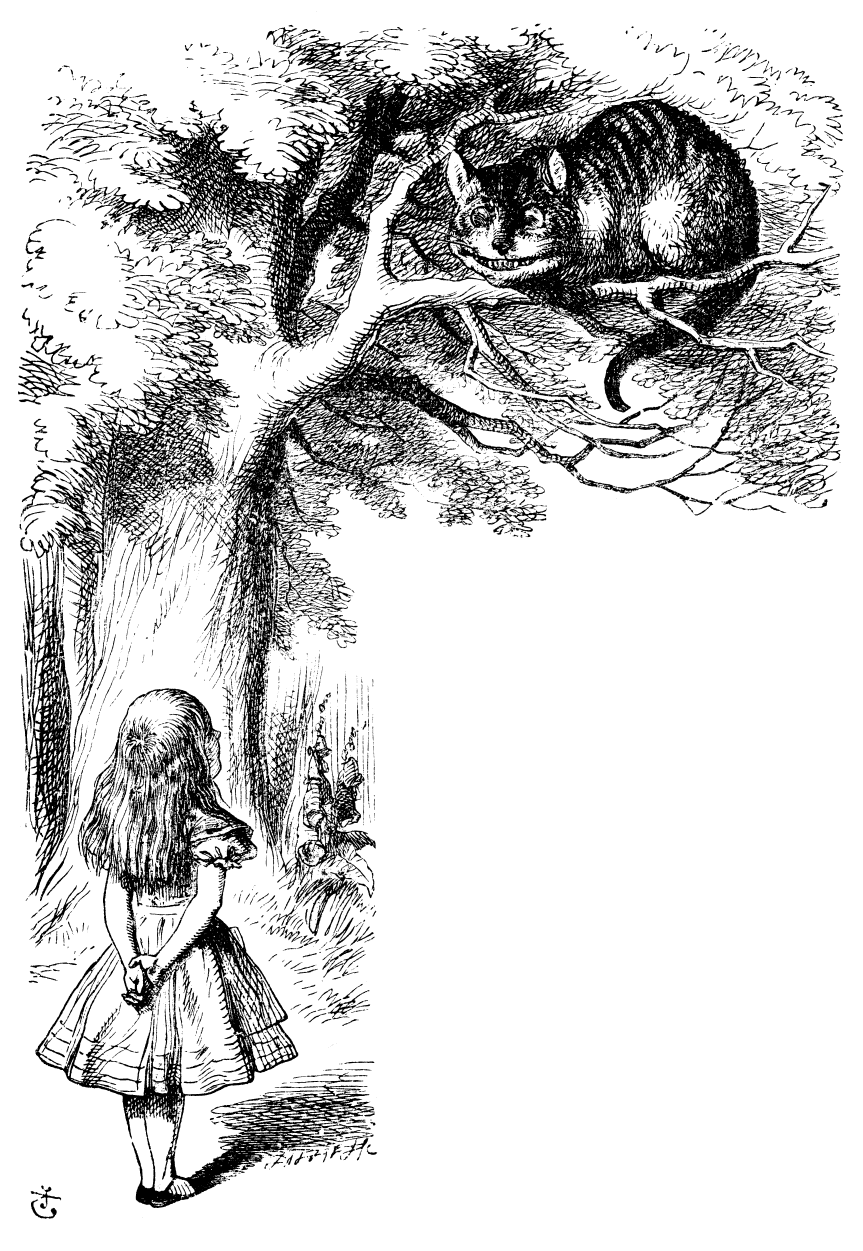
Alenka a Cheshire Cat (kočka Šklíba) – kresba Johna Tenniela
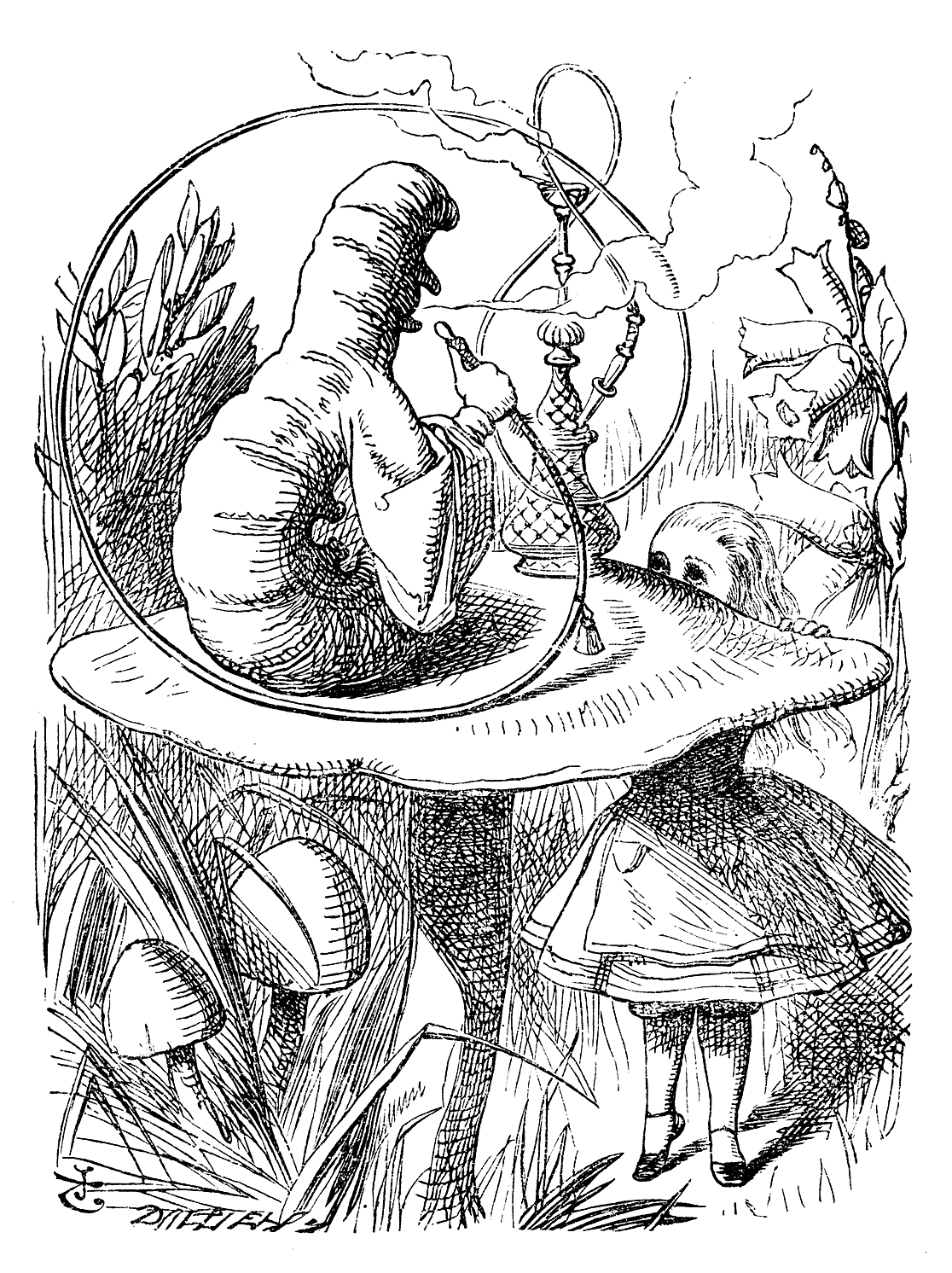
Houseňák s vodní dýmkou – kresba Johna Tenniela